# 디온 비비
디온 비비(영어: Dion Beebe, 1968년 ~ )는 오스트레일리아의 영화 촬영 기사이다. 제인 캠피언, 마이클 맨, 롭 마셜 외 다양한 감독들의 영화에 촬영 기사로 참여했다. 그 중 대표적인 작품으로는 《이퀼리브리엄》(2002), 《시카고》(2002), 《콜래트럴》(2004), 《게이샤의 추억》(2005), 《그린 랜턴: 반지의 선택》(2011), 《엣지 오브 투모로우》(2014)가 있다. 특히 마셜 감독의 《게이샤의 추억》으로 2005년 아카데미 촬영상을 수상했다.

## 촬영 작품 목록
| 연도 | 제목                   | 원제                                      | 배역              | 비고                                           |
| ---- | ---------------------- | ----------------------------------------- | ----------------- | ---------------------------------------------- |
| 1999 | 홀리 스모크            | Holy Smoke!                               | 제인 캠피언       |                                                |
| 2001 | 샬럿 그레이            | Charlotte Gray                            | 질리언 암스트롱   |                                                |
| 2002 | 이퀼리브리엄           | Equilibrium                               | 커트 위머         |                                                |
| 2002 | 시카고                 | Chicago                                   | 롭 마셜           | 아카데미 촬영상 후보 영국 아카데미 촬영상 후보 |
| 2003 | 인 더 컷               | In the Cut                                | 제인 캠피언       |                                                |
| 2004 | 콜래트럴               | Collateral                                | 마이클 맨         | 영국 아카데미 촬영상 수상 (폴 캐머런과 공동)   |
| 2005 | 게이샤의 추억          | Memoirs of a Geisha                       | 롭 마셜           | 아카데미 촬영상 수상 영국 아카데미 촬영상 수상 |
| 2006 | 마이애미 바이스        | Miami Vice                                | 마이클 맨         |                                                |
| 2007 | 렌디션 (영화)          | Rendition                                 | 개빈 후드         |                                                |
| 2009 | 나인                   | Nine                                      | 롭 마셜           |                                                |
| 2009 | 로스트 랜드: 공룡 왕국 | Land of the Lost                          | 브래드 실버링     |                                                |
| 2011 | 그린 랜턴: 반지의 선택 | Green Lantern                             | 마틴 캠벨         |                                                |
| 2013 | 갱스터 스쿼드          | Gangster Squad                            | 루벤 플라이셔     |                                                |
| 2014 | 숲속으로               | Into the Woods                            | 롭 마셜           |                                                |
| 2014 | 엣지 오브 투모로우     | Edge of Tomorrow                          | 더그 라이먼       |                                                |
| 2016 | 13시간                 | 13 Hours: The Secret Soldiers of Benghazi | 마이클 베이       |                                                |
| 2017 | 스노우맨               | The Snowman                               | 토마스 알프레드손 |                                                |